# الفروع المفصلية للشريان الركبي النازل
الفروع المفصلية للشريان الركبي النازل (بالإنجليزية: Articular branches of descending genicular artery)‏‏ هو شريان يتفرعُ من شريان ركبي نازل.